# Hrvatski borac (tjednik)
Hrvatski borac bio je glasilo hrvatske mladeži čiji je prvi broj objavljen 23. prosinca 1922. Izlazio je tjedno.

## Povijest
Glavni urednik tjednika bio je Joe Matošić, a list je u zaglavlju nosio geslo Stjepana Radića: „S narodom za narod i nikad protiv naroda“.
List je zastupao hrvatske pozicije i bio je protiv karađorđevićevskog velikosrpskog hegemonističkog režima u Kraljevini SHS što je dovelo do zapljene lista i zatvorske kazne urednika Matošića i kasnije njegovog progona iz Zagreba na pet godina. Joe Matošić je nakon isteka kazne obnovio list na istim pozicijama.

## Vanjske poveznice
- Primjerak Hrvatskog borca[neaktivna poveznica]